# Lorenzo Bertelli
Lorenzo Bertelli (Arezzo, 10 maggio 1988) è un pilota di rally italiano, figlio di Patrizio Bertelli e Miuccia Prada.
Dal 2019 è Direttore Marketing del Gruppo Prada, incarico a cui, a partire dal 2020, si è aggiunto quello di Responsabile della Corporate Social Responsibility.

## Biografia

### Carriera sportiva

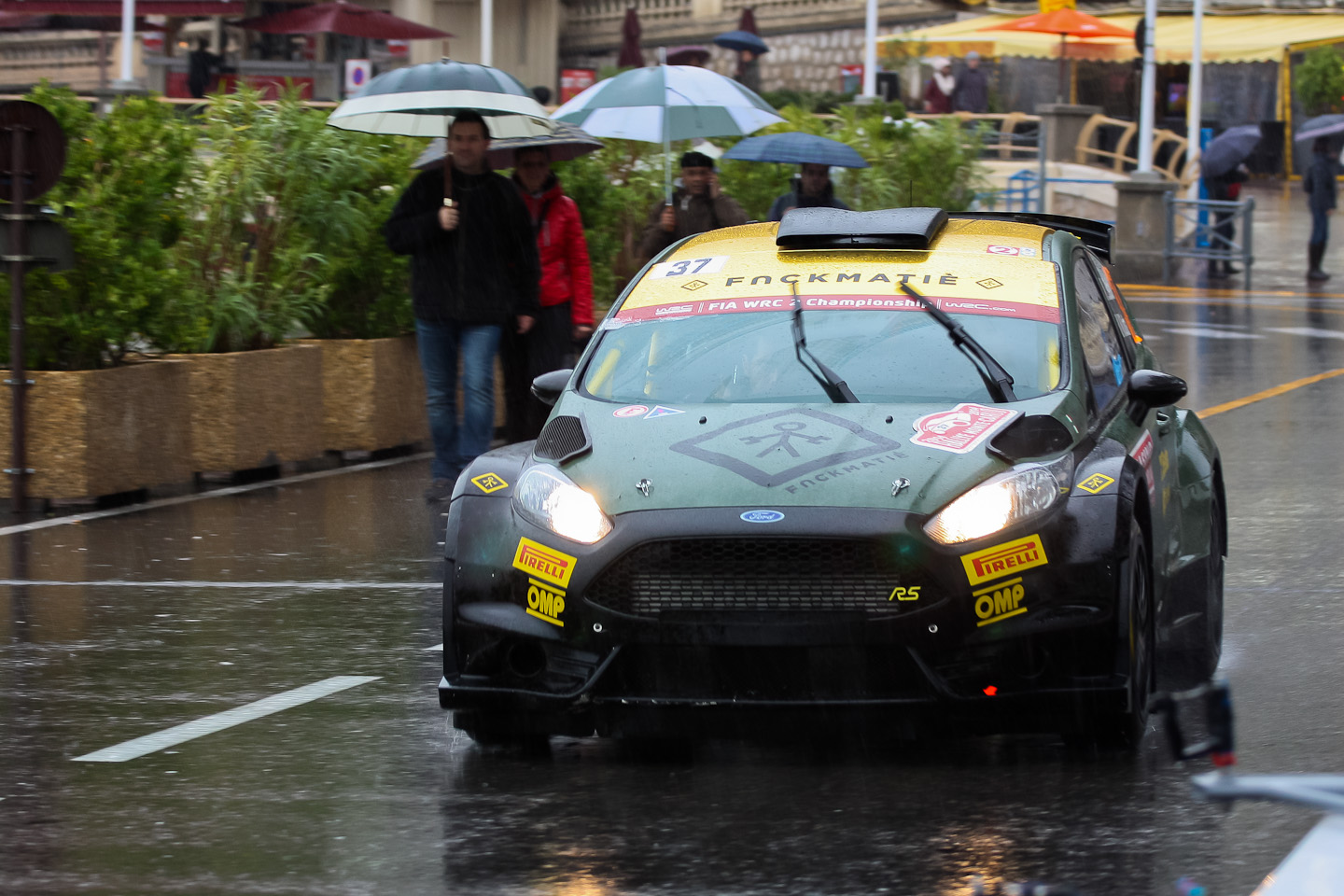
Bertelli al volante della Ford Fiesta R5 del team FWRT srl, durante il Rally di Monte Carlo 2014

Dopo aver conseguito la laurea in Filosofia presso l’Università Vita-Salute San Raffaele di Milano nel 2008, Lorenzo Bertelli sceglie di seguire la sua passione per l’automobilismo debuttando nel Trofeo 500 nazionale al Rally 1000 Miglia del 2010, al volante di una Fiat Abarth 500 del team Miele Racing. Esordisce con lo stesso team anche nel mondiale WRC, correndo con una Mitsubishi Lancer Evo IX prima e con una Subaru Impreza poi.
Nel maggio del 2013 passa al volante della Ford Fiesta RRC, con la quale conquista la sua prima vittoria in WRC-2 nel Rally di Sardegna 2014, classificandosi terzo complessivo nel mondiale WRC-2 con quattro podi totali.
Nello stesso anno conquista anche i primi punti nel mondiale WRC durante il Rally di Sardegna, per poi debuttare nel WRC nel 2015. Nella stagione successiva gareggia nuovamente nel Campionato del Mondo WRC, ottenendo il 22º della classifica generale con 5 punti conquistati in Messico e in Australia.
Nel 2017 partecipa al Rally di Svezia con una vecchia Fiesta RS WRC ritirandosi e passando alla nuova Fiesta WRC nel Rally del Messico, che conclude al 16º posto. Disputa anche il Rally di Argentina, in cui però è costretto a ritirarsi per problemi al cambio.
Nel 2019, dopo un anno trascorso senza partecipare al campionato mondiale, torna nel WRC sempre sulla Fiesta WRC del team M-Sport Ford WRT, terminando il Rally di Svezia in 20ª posizione e il Rally del Cile in 13ª posizione. Non partecipa alle competizioni del 2020, ripresentandosi nel 2021, sempre a bordo della Fiesta di M-Sport. Nel corso dell'anno disputa il Rally Artico di Finlandia che conclude al 51º posto, e il Safari Rally Kenya in cui ottiene l'11ª posizione.
Nel 2022 gareggia nel Rally di Nuova Zelanda sulla nuova Ford Puma Rally1 di M-Sport terminato in 7ª posizione, guadagnando 6 punti e ottenendo il 25° posto nella classifica mondiale.
Nel 2023 partecipa nuovamente al Rally di Svezia con una Toyota GR Yaris Rally1 Hybrid del Team Toyota Gazoo Racing World Rally Team classificandosi al 14º posto. Partecipa anche al Rallylegend – Star e, sempre a bordo di una Toyota GR Yaris Rally1 Hybrid, vince il Rally del Brunello. Con la medesima scuderia e a guida della stessa vettura, nel 2024 gareggia ancora una volta al Rally di Svezia, piazzandosi al decimo posto, e si riconferma vincitore del Rally del Brunello.

### Carriera professionale
Nel 2017 fa il suo ingresso nel Gruppo Prada come Responsabile della Comunicazione Digitale, diventando Direttore Marketing nel 2019, titolo al quale si aggiunge il ruolo di Responsabile della Corporate Social Responsibility nel 2020. A maggio del 2021 è entrato anche a far parte del Consiglio di Amministrazione della società nel ruolo di Executive Director.
In occasione della 42ª Conferenza Generale dell’UNESCO a Parigi, tenutasi a novembre 2023, Lorenzo Bertelli è stato invitato dalla Direttrice Generale dell’UNESCO, Audrey Azoulay, ad assumere il ruolo di “Patron of the Ocean Decade Alliance”, network di eminenti partner del Decennio delle Scienze del Mare per lo Sviluppo Sostenibile 2021-2030.
Dal 2024 ricopre il ruolo di Chief Marketing Officer & Head of Corporate Social Responsibility del Gruppo Prada, con la responsabilità sia della strategia di Marketing e Comunicazione sia dell’approccio complessivo alla sostenibilità.

## Vittorie nei Rally

### WRC-2
| # | Stagione | Evento            | Co-pilota   | Auto            | Squadra     |
| - | -------- | ----------------- | ----------- | --------------- | ----------- |
| 1 | 2014     | Rally di Sardegna | Mitia Dotta | Ford Fiesta RRC | FWRT s.r.l. |

### Altri Rally
| # | Stagione | Campionato                         | Evento              | Co-pilota         | Auto                          |
| - | -------- | ---------------------------------- | ------------------- | ----------------- | ----------------------------- |
| 1 | 2017     | TER                                | Tuscan Rewind - TER | Simone Scattolin  | Ford Fiesta RS WRC            |
| 2 | 2023     | Campionato italiano internazionale | Rally del Brunello  | Simone Scattolin  | Toyota GR Yaris Rally1 Hybrid |
| 3 | 2024     | Campionato italiano internazionale | Rally del Brunello  | Alessandro Franco | Toyota GR Yaris Rally1 Hybrid |

## Risultati nel mondiale rally

### WRC
| 2011 | Scuderia | Vettura                  |  |  |  |  |    |  |  |  |  |  |  |    |    |  |  |  | Punti | Pos. |
| ---- | -------- | ------------------------ |  |  |  |  | -- |  |  |  |  |  |  | -- | -- |  |  |  | ----- | ---- |
| 2011 |          | Mitsubishi Lancer Evo IX |  |  |  |  | 26 |  |  |  |  |  |  | 26 | 20 |  |  |  | 0     |      |

| 2012 | Scuderia | Vettura                                         |     |  |  |     |    |    |     |  |  |    |  |     |    |  |  |  | Punti | Pos. |
| ---- | -------- | ----------------------------------------------- | --- |  |  | --- | -- | -- | --- |  |  | -- |  | --- | -- |  |  |  | ----- | ---- |
| 2012 |          | Mitsubishi Lancer Evo IX Subaru Impreza WRX STi | Rit |  |  | Rit | 23 | 24 | Rit |  |  | 22 |  | Rit | 29 |  |  |  | 0     |      |

| 2013 | Scuderia | Vettura                                     |     |    |     |     |     |     |    |     |  |  |  |     |    |  |  |  | Punti | Pos. |
| ---- | -------- | ------------------------------------------- | --- | -- | --- | --- | --- | --- | -- | --- |  |  |  | --- | -- |  |  |  | ----- | ---- |
| 2013 |          | Subaru Impreza WRX STi Ford Fiesta RRC e R5 | Rit | 20 | Rit | Rit | Rit | Rit | 12 | Rit |  |  |  | Rit | 38 |  |  |  | 0     |      |

| 2014 | Scuderia    | Vettura                        |    |    |    |    |    |   |  |     |    |    |  |     |    |  |  |  | Punti | Pos. |
| ---- | ----------- | ------------------------------ | -- | -- | -- | -- | -- | - |  | --- | -- | -- |  | --- | -- |  |  |  | ----- | ---- |
| 2014 | FWRT s.r.l. | Ford Fiesta R5 Ford Fiesta RRC | 12 | 18 | 13 | 30 | 13 | 9 |  | Rit | 50 | 14 |  | Rit | 13 |  |  |  | 2     | 23º  |

| 2015 | Scuderia    | Vettura            |    |     |     |    |     |     |    |    |    |    |     |     |    |  |  |  | Punti | Pos. |
| ---- | ----------- | ------------------ | -- | --- | --- | -- | --- | --- | -- | -- | -- | -- | --- | --- | -- |  |  |  | ----- | ---- |
| 2015 | FWRT s.r.l. | Ford Fiesta RS WRC | 68 | Rit | Rit | 18 | Rit | Rit | 16 | 10 | NP | 18 | Rit | Rit | 10 |  |  |  | 2     | 29º  |

| 2016 | Scuderia    | Vettura            |     |     |   |    |  |     |    |     |  |  |    |    |    |    |  |  | Punti | Pos. |
| ---- | ----------- | ------------------ | --- | --- | - | -- |  | --- | -- | --- |  |  | -- | -- | -- | -- |  |  | ----- | ---- |
| 2016 | FWRT s.r.l. | Ford Fiesta RS WRC | Rit | Rit | 8 | 13 |  | Rit | 12 | Rit |  |  | 17 | 11 | 15 | 10 |  |  | 5     | 22º  |

| 2017 | Scuderia                             | Vettura                            |  |     |    |  |     |  |  |  |  |  |  |  |  |  |  |  | Punti | Pos. |
| ---- | ------------------------------------ | ---------------------------------- |  | --- | -- |  | --- |  |  |  |  |  |  |  |  |  |  |  | ----- | ---- |
| 2017 | FWRT s.r.l. M-Sport World Rally Team | Ford Fiesta RS WRC Ford Fiesta WRC |  | Rit | 16 |  | Rit |  |  |  |  |  |  |  |  |  |  |  | 0     |      |

| 2019 | Scuderia         | Vettura         |  |    |  |  |  |    |  |  |  |  |  |  |  |  |  |  | Punti | Pos. |
| ---- | ---------------- | --------------- |  | -- |  |  |  | -- |  |  |  |  |  |  |  |  |  |  | ----- | ---- |
| 2019 | M-Sport Ford WRT | Ford Fiesta WRC |  | 20 |  |  |  | 13 |  |  |  |  |  |  |  |  |  |  | 0     |      |

| 2021 | Scuderia         | Vettura         |  |    |  |  |  |    |  |  |  |  |  |  |  |  |  |  | Punti | Pos. |
| ---- | ---------------- | --------------- |  | -- |  |  |  | -- |  |  |  |  |  |  |  |  |  |  | ----- | ---- |
| 2021 | M-Sport Ford WRT | Ford Fiesta WRC |  | 51 |  |  |  | 11 |  |  |  |  |  |  |  |  |  |  | 0     |      |

| 2022 | Scuderia         | Vettura                 |  |  |  |  |  |  |  |  |  |  |   |  |  |  |  |  | Punti | Pos. |
| ---- | ---------------- | ----------------------- |  |  |  |  |  |  |  |  |  |  | - |  |  |  |  |  | ----- | ---- |
| 2022 | M-Sport Ford WRT | Ford Puma Rally1 Hybrid |  |  |  |  |  |  |  |  |  |  | 7 |  |  |  |  |  | 6     | 25º  |

| 2023 | Scuderia                | Vettura                       |  |    |  |  |  |  |  |  |  |  |  |  |  |  |  |  | Punti | Pos. |
| ---- | ----------------------- | ----------------------------- |  | -- |  |  |  |  |  |  |  |  |  |  |  |  |  |  | ----- | ---- |
| 2023 | Toyota Gazoo Racing WRT | Toyota GR Yaris Rally1 Hybrid |  | 14 |  |  |  |  |  |  |  |  |  |  |  |  |  |  | 0     |      |

| 2024 | Scuderia                | Vettura                       |  |    |  |  |  |  |  |  |  |  |  |  |  |  |  |  | Punti | Pos. |
| ---- | ----------------------- | ----------------------------- |  | -- |  |  |  |  |  |  |  |  |  |  |  |  |  |  | ----- | ---- |
| 2024 | Toyota Gazoo Racing WRT | Toyota GR Yaris Rally1 Hybrid |  | 10 |  |  |  |  |  |  |  |  |  |  |  |  |  |  | 0     |      |

| 2025 | Scuderia                | Vettura                |  |    |  |  |  |  |  |  |  |  |  |  |  |  |  |  | Punti | Pos. |
| ---- | ----------------------- | ---------------------- |  | -- |  |  |  |  |  |  |  |  |  |  |  |  |  |  | ----- | ---- |
| 2025 | Toyota Gazoo Racing WRT | Toyota GR Yaris Rally1 |  | NP |  |  |  |  |  |  |  |  |  |  |  |  |  |  | 0     |      |

| Legenda | 1º posto | 2º posto | 3º posto | A punti | Senza punti | Ritirato | Squalificato | NP=Non partito C=Gara cancellata | Apice=Power stage |

### PWRC
| 2012 | Scuderia | Vettura                                         |     |  |  |  |   |   |     |  |  |  |  |     |   |  |  |  | Punti | Pos. |
| ---- | -------- | ----------------------------------------------- | --- |  |  |  | - | - | --- |  |  |  |  | --- | - |  |  |  | ----- | ---- |
| 2012 |          | Mitsubishi Lancer Evo IX Subaru Impreza WRX STi | Rit |  |  |  | 8 | 5 | Rit |  |  |  |  | Rit | 5 |  |  |  | 24    | 10º  |

| Legenda | 1º posto | 2º posto | 3º posto | A punti | Senza punti | Ritirato | Squalificato | NP=Non partito C=Gara cancellata | Apice=Power stage |

### WRC-2
| 2013 | Scuderia | Vettura                                     |     |  |     |  |     |     |   |  |  |  |  |     |    |  |  |  | Punti | Pos. |
| ---- | -------- | ------------------------------------------- | --- |  | --- |  | --- | --- | - |  |  |  |  | --- | -- |  |  |  | ----- | ---- |
| 2013 |          | Subaru Impreza WRX STi Ford Fiesta RRC e R5 | Rit |  | Rit |  | Rit | Rit | 3 |  |  |  |  | Rit | 11 |  |  |  | 15    | 21º  |

| 2014 | Scuderia    | Vettura                        |   |   |   |  |   |   |  |  |  |   |  |  |   |  |  |  | Punti | Pos. |
| ---- | ----------- | ------------------------------ | - | - | - |  | - | - |  |  |  | - |  |  | - |  |  |  | ----- | ---- |
| 2014 | FWRT s.r.l. | Ford Fiesta R5 Ford Fiesta RRC | 2 | 6 | 2 |  | 4 | 1 |  |  |  | 4 |  |  | 2 |  |  |  | 111   | 3º   |

| Legenda | 1º posto | 2º posto | 3º posto | A punti | Senza punti | Ritirato | Squalificato | NP=Non partito C=Gara cancellata | Apice=Power stage |

### WRC Trophy
| 2017 | Scuderia    | Vettura            |  |     |  |  |  |  |  |  |  |  |  |  |  |  |  |  | Punti | Pos. |
| ---- | ----------- | ------------------ |  | --- |  |  |  |  |  |  |  |  |  |  |  |  |  |  | ----- | ---- |
| 2017 | FWRT s.r.l. | Ford Fiesta RS WRC |  | Rit |  |  |  |  |  |  |  |  |  |  |  |  |  |  | 0     |      |

| Legenda | 1º posto | 2º posto | 3º posto | A punti | Senza punti | Ritirato | Squalificato | NP=Non partito C=Gara cancellata | Apice=Power stage |